# Cerro Sombrero

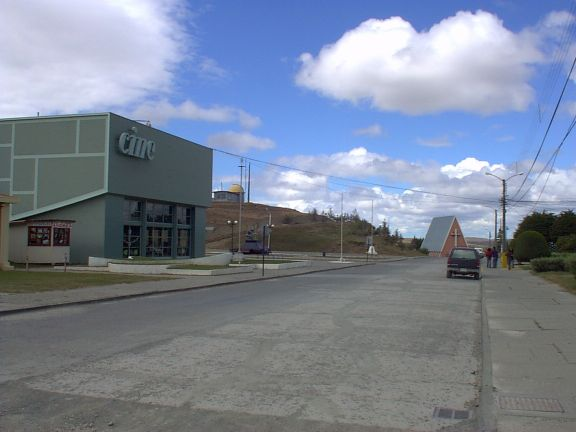
Calle de Cerro Sombrero.

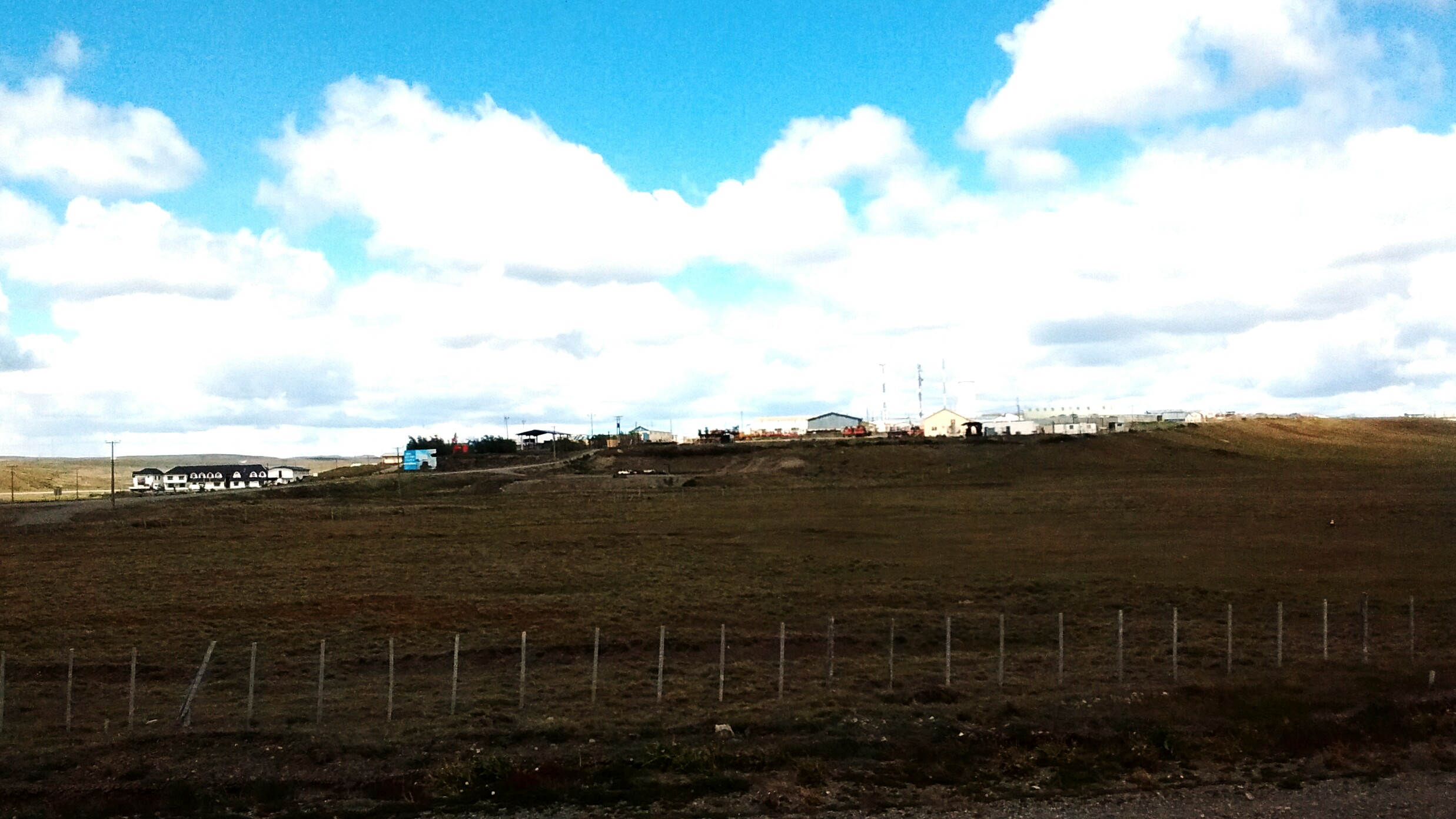
Entorno del pueblo y geografía del poblado

Cerro Sombrero o Campamento Cerro Sombrero es una localidad de la zona austral de Chile, capital de la comuna de Primavera en la Provincia de Tierra del Fuego, de la Región de Magallanes y la Antártica Chilena, a 125 km al noreste de Porvenir. Fue construida entre 1958 y 1961 para generar la infraestructura necesaria para los trabajadores de la Empresa Nacional del Petróleo (ENAP) que extraían petróleo del pozo Manantiales, el primer yacimiento petrolífero de Tierra del Fuego. El año 2014, el campamento y su centro cívico fueron declarados como monumentos nacionales en la categoría Monumento Histórico (MH) por el Consejo de Monumentos Nacionales de Chile.

## Toponimia
La aldea está emplazada en un aislado cerrillo, el que le dio su nombre.

## Historia
La localidad fue construida entre 1958 y 1961 como centro residencial y de servicios de la Empresa Nacional del Petróleo en la isla Grande de Tierra del Fuego. Desde entonces prosperó hasta ser municipio y cabeza administrativa de la comuna de Primavera. 

## Población e infraestructura
Según el censo de 2002 tenía 687 habitantes. La población sufrió una drástica caída desde 1992 a 2002, situación que se explica por menor actividad que realizó por esos años la Empresa Nacional del Petróleo. La empresa cerró diversos campamentos y centros de producción en la región, entre los cuales se incluye Cullen, localidad que contaba con una población estable, la cual se trasladó en parte a Cerro Sombrero, capital de la comuna, o a otras comunas de la región.
Por otra parte ese censo reveló que existían más de 150 casas Su infraestructura cuenta con gimnasio, piscina temperada, jardín botánico de interior, cine, iglesia, hospital, aeropuerto, bodegas, talleres de manutención, supermercado, casino, restaurante, hostería y bencina, además de las oficinas de la Empresa Nacional del Petróleo. 

## Sismicidad
El 17 de diciembre de 1949 se produjo el terremoto de Tierra del Fuego de 1949: el más potente terremoto registrado en el sur de la Argentina y uno de los más importantes en el extremo austral chileno. Fue sentido con una intensidad de grado VIII en la escala de Mercalli, y afectó los asentamientos de la isla y varias localidades más al norte, como la capital de la provincia de Santa Cruz, Río Gallegos.

## Geografía
La zona en la cual se ubica la comuna, carece de terrenos boscosos y predominando la pradera fueguina cubierta de flora nativa o autóctona. Es característico del lugar los pastos duros, creciendo en formas de champas densas; arbustos con follajes perenne, largas raíces con condiciones de resistencia a la sequía y al frío. Asimismo existe una variedad de plantas herbáceas también perennes, frecuentemente con hojas pequeñas y delgadas con márgenes ondulados o dentados.
La composición de su vegetación es típica de la estepa patagónica. Las especies predominantes son el coirón, la cebadilla, clarincilbs, romerillo, calafate, mutillares, Vegas, matorrales costeros, herbazalez salinos, marismas y matorrales pulvinados.

## Economía
Su desarrollo económico históricamente deviene de la producción de petróleo y gas natural, a través de la Empresa Nacional del Petróleo. Otras actividades económicas importantes, está vinculada a las empresas contratistas de ENAP; el sector ganadero y en menor representatividad la prestación de servicios.

### Clima
El clima de Cerro Sombrero es Clima subpolar oceánico, (Cfc según la Clasificación climática de Köppen), el mes más lluvioso es diciembre y el mes más seco es octubre. La temperatura media anual es de 6,4 °C. La temperatura máxima en Cerro Sombrero en enero es 15,1 °C, es 2,5 °C más frío que lá temperatura media en lá ciudad de Trondheim en los meses más fríos del verano. La temperatura es más fría que el verano en Centro-Oeste de Noruega, siendo que tiene más latitud que Cerro Sombrero. La temperatura mínima en julio es -3 °C, más caliente que localidades de mismo clima. O sea, tiene inviernos más frescos que ciudades de clima subpolar oceánico y los veranos son más fríos que localidades de misma latitud.
Los vientos que se presentan durante casi todo el año. Los promedios alcanzados son de 30 km/h. aunque se percibe con mayor asiduidad durante los meses de primavera y verano, donde alcanza un promedio de 33 a 37 km/h. Los vientos son de características de rachas súbitas, alcanzando en ocasiones sobre los 110 km/h en cualquier época del año, llegándose en casos excepcionales a los 180 km. por hora. Los predominantes son del cuadrante oeste y suroeste.